# سك برادلي
سُكَّ برادلي أو عنكبوت مطلي بالمينا (الاسم العلمي Araneus bradleyi)، نوع عناكب من جنس سك وينتمي إلى فصيلة العنكبوت الغازل المداري. موطنه أستراليا يوجد في ولاية تسمانيا، نيو ساوث ويلز، كوينزلاند وفيكتوريا. يبلغ طول الجسم الذكور من 8 إلى 9 ملم والإناث من 14 إلى 18 ملم.

## معرض صور

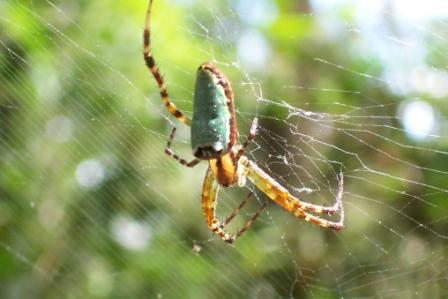
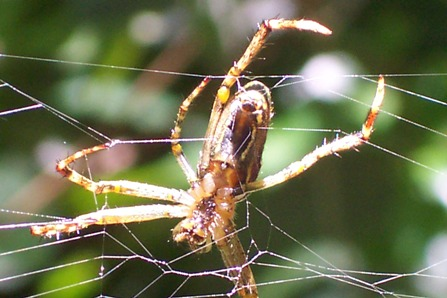
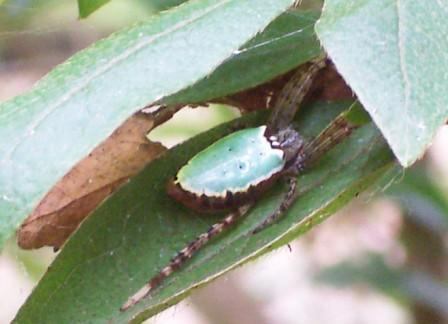